# Sebastián Durón
Sebastián Durón Picazo (Brihuega, Guadalajara, bautizado el 19 de abril de 1660 - Cambo-les-Bains, Francia, 3 de agosto de 1716) fue un famoso compositor y organista español. Junto a Antonio de Literes es el mejor autor ibérico de música escénica de su época.

## Biografía
Recibió las enseñanzas de su hermano Diego Durón, también compositor. Estudió órgano con Andrés de Sola, de quien fue asistente en 1679 en la Seo de Zaragoza. Sebastián ejerció como organista en distintas catedrales (Sevilla, desde 1680; Cuenca; El Burgo de Osma, desde 1685; Catedral de Palencia desde 1686). En 1691 fue nombrado organista de la Real Capilla del rey Carlos II en Madrid. Tras la muerte de este y el ascenso al trono español del nuevo monarca Borbón, Felipe V, fue nombrado en 1701 maestro de la Real Capilla y director de la Real Colegio de Niños Cantores, dirigiendo también el teatro de la Corte, para el que escribió óperas y zarzuelas. Alcanzó gran influencia política como consejero de Mariana de Neoburgo y mantuvo su puesto hasta 1706, cuando fue suspendido a causa del apoyo expreso del músico al archiduque Carlos de Austria durante la Guerra de Sucesión Española, que terminó con la victoria del candidato borbónico, el rey Felipe V. Durón se exilió a Francia ese mismo año. A partir de 1715 ejerció en Bayona de capellán de la reina exiliada Mariana de Neoburgo, viuda de Carlos II. Murió en Cambo-les-Bains en 1716, enfermo de tuberculosis.
Aunque su música religiosa y organística es relativamente conservadora, en su interesante obra escénica muestra una influencia italiana e interés por la música popular española. Introdujo en España el aria da capo y el recitativo y fue atacado por Benito Jerónimo Feijoo, mientras que el influyente Pedro Vaz Rego, maestro de capilla de Évora, le llamó "milagro de su tiempo". Su obra teatral es probablemente la más importante que se produjo en España en su siglo.

## El Padre Feijoo y Durón
Feijoo consideraba a Durón responsable de la decadencia de la música española al haber adoptado un estilo italianizante en sus obras. 

Esta es la Música de estos tiempos, conque nos han regalado los Italianos, por mano de su aficionado el Maestro Durón, que fue el que introdujo en la Música de España las modas extranjeras. Es verdad que después acá se han apurado tanto estas, que si Durón resucitara, ya no las conociera; pero siempre se le podrá echar a él la culpa de todas estas novedades, por haber sido el primero que les abrió la puerta, pudiendo aplicarse a los aires de la Música Italiana lo que cantó Virgilio de los vientos. «Qua data porta ruunt, & terras turbine perflant.»
BENITO JERÓNIMO FEIJOO, Teatro crítico universal, Discurso XIV: «Música de los Templos».

A la figura de Durón, Feijoo contraponía la de Antonio de Literes:

Con todo, no faltan en España algunos sabios Compositores, que no han cedido del todo a la moda; o juntamente con ella, saben componer preciosos rectos de la dulce, y majestuosa Música antigua. Entre quienes no puedo excusarme de hacer segunda vez memoria del suavísimo Literes, Compositor verdaderamente de numen original.
FEIJOO, «Música de los Templos».

Los estudiosos modernos han matizado estas apreciaciones. Al contrario de lo que sostiene Feijoo, Literes recibió una influencia de la música italiana mucho más acusada que Durón, que era un compositor de mayor edad y más tradicional que, además, en su música para la escena no sólo empleó un estilo italianizante sino que:

emplea seguidillas y, en sus melodías encontramos las huellas de la música popular [española].
MARTÍN MORENO, Antonio 

El compositor y musicólogo Felipe Pedrell apreciaba la música de Durón y publicó varias de sus partituras.

## Obra lírica
Durón puso música a las siguientes obras:
- 1696: Salir el amor del mundo. Zarzuela en dos actos. Libreto atribuido a José de Cañizares.
- 1697: Muerte en amor es la ausencia. Comedia en 3 actos. Libreto de Antonio de Zamora.
- c. 1697: Selva encantada de amor. Zarzuela en dos actos totalmente cantada, compuesta “a los años del Exmo. Sr. Conde de Oñate”
- 1699: Júpiter y Yoo, los cielos premian desdenes, zarzuela con libreto del conde de Clavijo, de atribución discutida.
- c. 1701: La guerra de los gigantes. Ópera escénica en un acto.
- c. 1702-04: Las nuevas armas de Amor. Zarzuela en dos actos. Libreto de José de Cañizares. Se volvió a representar en el Corral del Príncipe (Madrid) entre noviembre y diciembre de 1711.
- 1704: Hasta lo insensible adora. Zarzuela en dos actos. Libreto de José de Cañizares. Se volvió a representar en el Corral de la Cruz (Madrid) en mayo de 1713.
- c. 1705-06: Apolo y Dafne. Zarzuela totalmente cantada en dos actos (el segundo acto lleva música de Juan de Navas).
- c. 1705-06: Veneno es de amor la envidia. Zarzuela en dos actos. Libreto de Antonio de Zamora. Se volvió a representar en el Corral de la Cruz (Madrid) entre enero y febrero de 1711.
- c. 1705-06. Coronis. Zarzuela en dos actos totalmente cantada.

## Obra religiosa
La abundante música sacra de Durón (que incluye misas como Misa Ave Maria Stella, Misa a tres coros, Misa de difuntos; letanías, oficios de difuntos, quince villancicos sacros, Lamentaciones, Miserere, Vísperas, Completas, Motetes, etc) se conserva dispersa en diferentes archivos catedralicios (Las Palmas, Jaca, Granada, Segorbe, Pamplona) y en América, como en la Catedral de la antigua ciudad de La Plata, hoy Sucre (Bolivia), y también en otros civiles, como la Biblioteca Municipal de Oporto, el archivo del Palacio Real de Madrid o la Biblioteca Central de Barcelona. Su música secular incluye villancicos, dúos, canciones...